# Gustaf Frödin
Nils Gustaf Otto Frödin, född 6 januari 1883 i Uppsala, död 24 maj 1962 i Uppsala, var en svensk geolog, bror till John och Otto Frödin.
Frödin studerade 1904–1906 vid Ultuna lantbruksinstitut och därefter vid Uppsala universitet, där han 1910 blev filosofie kandidat, 1913 filosofie licentiat och filosofie doktor. Efter att 1914 ha blivit docent i geologi vid nämnda universitet var han 1915–1919 speciallärare vid Kungliga Tekniska högskolan och 1922–1924 t.f. professor i geologi och mineralogi i Uppsala. Hans arbeten behandlar företrädesvis glacialgeologiska och morfologiska spörsmål, men även petrografiska och tektoniska, och hans arbetsfält var i övervägande grad Sveriges södra fjälltrakter i Dalarna, Härjedalen och Jämtland. Frödin är begravd på Uppsala gamla kyrkogård.